# 장조총
장조총(蔣肇聰, 1842년 11월 10일 ~ 1895년 8월 24일)은 중국 청나라 말기의 인물로 자는 숙암(肅菴), 소명(小名)은 명화(明火)이다. 절강성 봉화(奉化) 계구진(溪口鎭) 사람으로, 소금 도매업을 하던 장사천의 아들이자 중화민국의 초대 총통인 장제스의 아버지이다. 별명은 부두황선(埠頭黃鱔)인데, 머리가 좋고 계략에 능해 붙었다고 한다.
이름의 현대 중국어 발음은 장자오충이지만 장조총은 신해혁명이 일어나기 전에 사망했으므로 한국식 독음으로 표기한다.

## 생애
아버지 대부터 시작한 사업을 물려받은 장조총은 소금 사업을 확장하기 위해 쌀, 술에 관한 사업도 겸하고 있었으며 옥태염포(玉泰鹽浦)를 비롯해 3개의 점포를 계구진에 설치 및 점유했다. 그리고 추가 시설을 설치해 직업훈련 학생, 경리, 머슴을 고용하였고, 그의 자본은 3,000 은전 정도였다. 그는 세력을 늘리기 위해 다른 지주들과 협력하여 육로 교통의 불편을 개선하였으며 배를 빌려 화물을 운반하게 하였다.
1888년, 장조총은 옥태염포에서 본당(本當)의 상방(廂房)으로 거처를 옮겼다.
1895년 7월 5일, 장조총은 54세의 나이로 사망했으며 아내 서씨(徐氏), 손씨(孫氏)와 계구진 북쪽의 도갱산(桃坑山)에 합장되었다.